# Berniç
Berniç (en francès Bernis) és un municipi francès situat al departament del Gard i a la regió d'Occitània.